# آمنة حميد
آمنة محمود حسن حميد هي شاعرة وصحافية فلسطينية استشهدت برفقة ابنها البكر "مهدي" بغارة غاشمة نفذتها طائرات الاحتلال الإسرائيلي الحربية على منزل عائلتها في مخيم الشاطئ غربي مدينة غزة في تاريخ 24 أبريل / نيسان 2024 خلال الحرب الإسرائيلية على قطاع غزة في معركة طوفان الأقصى. هي زوجة الإعلامي الفلسطيني سائد حسونة، والذي اعتقلته قوات الاحتلال خلال اقتحام مستشفى الشفاء في 19 مارس / آذار 2024 وأبعدته لجنوب قطاع غزة ولم يتمكن من إلقاء نظرة الوداع عليهم.
ظهرت الصحافية قبل مقتلها في مقطع فيديو بثته القناة 14 العبرية للتحريض ضدها وضد آخرين ظهروا في مقطع مصور في مجمع الشفاء الطبي قبيل اقتحامه وحصاره الأخير في 19 مارس / آذار 2024 من قبل جيش الاحتلال.

## روابط خارجية
- مقالات آمنة على الموقع